# 유럽 연합 정상회의 상임의장
EU 정상회의 상임의장(영어: President of the European Council) 또는 유럽 이사회 의장은 유럽 연합의 산하 기관인 유럽 연합 정상회의의 수반이다. "유럽 연합의 대통령"이라는 별칭이 붙을 정도로 국제 사회에서 유럽 연합을 대표하는 최고 직책으로 여겨진다.
1975년 1월부터 2009년 11월까지 정상회의 상임의장은 유럽 연합 이사회의 의장국의 국가원수 또는 정부수반이 6개월 동안의 직책을 수행한 뒤에 교체되는 순번의장 제도였지만 공식적인 직책은 아니었다. 2009년 12월 1일을 기해 리스본 조약이 발효되면서 공식적인 직책으로 격상되었으며 임기는 2년 6개월이다. 현재의 정상회의 상임의장은 2024년 12월 1일에 취임한 포르투갈 출신 안토니우 코스타다.

## 역대 의장

### 1975년 1월 ~ 2009년 11월
| 연도   | 기간       | 의장                   | 범유럽 정당 | 범유럽 정당           | 국가       |
| ------ | ---------- | ---------------------- | ----------- | --------------------- | ---------- |
| 1975년 | 1월 ~ 6월  | 리엄 코즈그레이브      |             | 유럽 국민당           | 아일랜드   |
| 1975년 | 7월 ~ 12월 | 알도 모로              |             | 유럽 국민당           | 이탈리아   |
| 1976년 | 1월 ~ 6월  | 가스통 토른            |             | 유럽 자유 민주 동맹   | 룩셈부르크 |
| 1976년 | 7월 ~ 12월 | 요프 덴 아윌           |             | 유럽 사회당           | 네덜란드   |
| 1977년 | 1월 ~ 6월  | 제임스 캘러헌          |             | 유럽 사회당           | 영국       |
| 1977년 | 7월 ~ 12월 | 레오 틴데만스          |             | 유럽 국민당           | 벨기에     |
| 1978년 | 1월 ~ 6월  | 앙케르 예르겐센        |             | 유럽 사회당           | 덴마크     |
| 1978년 | 7월 ~ 12월 | 헬무트 슈미트          |             | 유럽 사회당           | 서독       |
| 1979년 | 1월 ~ 6월  | 발레리 지스카르 데스탱 |             | 유럽 자유 민주 동맹   | 프랑스     |
| 1979년 | 7월 ~ 12월 | 잭 린치                |             | 유럽 진보 민주당      | 아일랜드   |
| 1979년 | 12월       | 카헐 오 호하           |             | 유럽 진보 민주당      | 아일랜드   |
| 1980년 | 1월 ~ 6월  | 프란체스코 코시가      |             | 유럽 국민당           | 이탈리아   |
| 1980년 | 7월 ~ 12월 | 피에르 베르너          |             | 유럽 국민당           | 룩셈부르크 |
| 1981년 | 1월 ~ 6월  | 드리스 판 아흐트       |             | 유럽 국민당           | 네덜란드   |
| 1981년 | 7월 ~ 12월 | 마거릿 대처            |             | 무소속                | 영국       |
| 1982년 | 1월 ~ 6월  | 빌프리트 마르턴스      |             | 유럽 국민당           | 벨기에     |
| 1982년 | 7월 ~ 9월  | 앙케르 예르겐센        |             | 유럽 사회당           | 덴마크     |
| 1982년 | 9월 ~ 12월 | 포울 슐뤼테르          |             | 유럽 국민당           | 덴마크     |
| 1983년 | 1월 ~ 6월  | 헬무트 콜              |             | 유럽 국민당           | 서독       |
| 1983년 | 7월 ~ 12월 | 안드레아스 파판드레우  |             | 유럽 사회당           | 그리스     |
| 1984년 | 1월 ~ 6월  | 프랑수아 미테랑        |             | 유럽 사회당           | 프랑스     |
| 1984년 | 7월 ~ 12월 | 개릿 피츠제럴드        |             | 유럽 국민당           | 아일랜드   |
| 1985년 | 1월 ~ 6월  | 베티노 크락시          |             | 유럽 사회당           | 이탈리아   |
| 1985년 | 7월 ~ 12월 | 자크 상테르            |             | 유럽 국민당           | 룩셈부르크 |
| 1986년 | 1월 ~ 6월  | 뤼트 뤼버르스          |             | 유럽 국민당           | 네덜란드   |
| 1986년 | 7월 ~ 12월 | 마거릿 대처            |             | 무소속                | 영국       |
| 1987년 | 1월 ~ 6월  | 빌프리트 마르턴스      |             | 유럽 국민당           | 벨기에     |
| 1987년 | 7월 ~ 12월 | 포울 슐뤼테르          |             | 유럽 국민당           | 덴마크     |
| 1988년 | 1월 ~ 6월  | 헬무트 콜              |             | 유럽 국민당           | 서독       |
| 1988년 | 7월 ~ 12월 | 안드레아스 파판드레우  |             | 유럽 사회당           | 그리스     |
| 1989년 | 1월 ~ 6월  | 펠리페 곤살레스        |             | 유럽 사회당           | 스페인     |
| 1989년 | 7월 ~ 12월 | 프랑수아 미테랑        |             | 유럽 사회당           | 프랑스     |
| 1990년 | 1월 ~ 6월  | 카헐 오 호하           |             | 유럽 민주 동맹        | 아일랜드   |
| 1990년 | 7월 ~ 12월 | 줄리오 안드레오티      |             | 유럽 국민당           | 이탈리아   |
| 1991년 | 1월 ~ 6월  | 자크 상테르            |             | 유럽 국민당           | 룩셈부르크 |
| 1991년 | 7월 ~ 12월 | 뤼트 뤼버르스          |             | 유럽 국민당           | 네덜란드   |
| 1992년 | 1월 ~ 6월  | 아니발 카바쿠 실바     |             | 유럽 국민당           | 포르투갈   |
| 1992년 | 7월 ~ 12월 | 존 메이저              |             | 무소속                | 영국       |
| 1993년 | 1월        | 포울 슐뤼테르          |             | 유럽 국민당           | 덴마크     |
| 1993년 | 1월 ~ 6월  | 포울 뉘루프 라스무센   |             | 유럽 사회당           | 덴마크     |
| 1993년 | 7월 ~ 12월 | 장뤼크 데하네          |             | 유럽 국민당           | 벨기에     |
| 1994년 | 1월 ~ 6월  | 안드레아스 파판드레우  |             | 유럽 사회당           | 그리스     |
| 1994년 | 7월 ~ 12월 | 헬무트 콜              |             | 유럽 국민당           | 독일       |
| 1995년 | 1월 ~ 5월  | 프랑수아 미테랑        |             | 유럽 사회당           | 프랑스     |
| 1995년 | 5월 ~ 6월  | 자크 시라크            |             | 무소속                | 프랑스     |
| 1995년 | 7월 ~ 12월 | 펠리페 곤살레스        |             | 유럽 사회당           | 스페인     |
| 1996년 | 1월 ~ 5월  | 람베르토 디니          |             | 유럽 자유 민주 동맹   | 이탈리아   |
| 1996년 | 5월 ~ 6월  | 로마노 프로디          |             | 유럽 사회당           | 이탈리아   |
| 1996년 | 7월 ~ 12월 | 존 브루턴              |             | 유럽 국민당           | 아일랜드   |
| 1997년 | 1월 ~ 6월  | 빔 코크                |             | 유럽 사회당           | 네덜란드   |
| 1997년 | 7월 ~ 12월 | 장클로드 융커          |             | 유럽 국민당           | 룩셈부르크 |
| 1998년 | 1월 ~ 6월  | 토니 블레어            |             | 유럽 사회당           | 영국       |
| 1998년 | 7월 ~ 12월 | 빅토어 클리마          |             | 유럽 사회당           | 오스트리아 |
| 1999년 | 1월 ~ 6월  | 게르하르트 슈뢰더      |             | 유럽 사회당           | 독일       |
| 1999년 | 7월 ~ 12월 | 파보 리포넨            |             | 유럽 사회당           | 핀란드     |
| 2000년 | 1월 ~ 6월  | 안토니우 구테흐스      |             | 유럽 사회당           | 포르투갈   |
| 2000년 | 7월 ~ 12월 | 자크 시라크            |             | 유럽 국민당           | 프랑스     |
| 2001년 | 1월 ~ 6월  | 예란 페르손            |             | 유럽 사회당           | 스웨덴     |
| 2001년 | 7월 ~ 12월 | 히 버르호프스타트      |             | 유럽 자유 민주 동맹   | 벨기에     |
| 2002년 | 1월 ~ 6월  | 호세 마리아 아스나르   |             | 유럽 국민당           | 스페인     |
| 2002년 | 7월 ~ 12월 | 아네르스 포그 라스무센 |             | 유럽 자유 민주 동맹   | 덴마크     |
| 2003년 | 1월 ~ 6월  | 코스타스 시미티스      |             | 유럽 사회당           | 그리스     |
| 2003년 | 7월 ~ 12월 | 실비오 베를루스코니    |             | 유럽 국민당           | 이탈리아   |
| 2004년 | 1월 ~ 6월  | 버티 어헌              |             | 유럽 민족 연합        | 아일랜드   |
| 2004년 | 7월 ~ 12월 | 얀 페터르 발케넨더     |             | 유럽 국민당           | 네덜란드   |
| 2005년 | 1월 ~ 6월  | 장클로드 융커          |             | 유럽 국민당           | 룩셈부르크 |
| 2005년 | 7월 ~ 12월 | 토니 블레어            |             | 유럽 사회당           | 영국       |
| 2006년 | 1월 ~ 6월  | 볼프강 쉬셀            |             | 유럽 국민당           | 오스트리아 |
| 2006년 | 7월 ~ 12월 | 마티 반하넨            |             | 유럽 자유 민주 동맹   | 핀란드     |
| 2007년 | 1월 ~ 6월  | 앙겔라 메르켈          |             | 유럽 국민당           | 독일       |
| 2007년 | 7월 ~ 12월 | 조제 소크라트스        |             | 유럽 사회당           | 포르투갈   |
| 2008년 | 1월 ~ 6월  | 야네즈 얀샤            |             | 유럽 국민당           | 슬로베니아 |
| 2008년 | 7월 ~ 12월 | 니콜라 사르코지        |             | 유럽 국민당           | 프랑스     |
| 2009년 | 1월 ~ 5월  | 미레크 토폴라네크      |             | 유럽 보수와 개혁 연합 | 체코       |
| 2009년 | 5월 ~ 6월  | 얀 피셰르              |             | 무소속                | 체코       |
| 2009년 | 7월 ~ 11월 | 프레드리크 레인펠트    |             | 유럽 국민당           | 스웨덴     |

### 2009년 12월 ~ 현재
| 대수 | 사진 | 이름             | 국가     | 임기            | 임기                  | 소속 정당 (범유럽 정당) | 소속 정당 (국가)      |
| ---- | ---- | ---------------- | -------- | --------------- | --------------------- | ----------------------- | --------------------- |
| 1    |      | 헤르만 반 롬푀이 | 벨기에   | 2009년 12월 1일 | 2014년 11월 30일      | 유럽 국민당             | 기독교민주당과 플람스 |
| 2    |      | 도날트 투스크    | 폴란드   | 2014년 12월 1일 | 2019년 11월 30일      | 유럽 국민당             | 시민 연단             |
| 3    |      | 샤를 미셸        | 벨기에   | 2019년 12월 1일 | 2024년 11월 30일      | 유럽 자유 민주 동맹     | 혁신운동              |
| 4    |      | 안토니우 코스타  | 포르투갈 | 2024년 12월 1일 | 2029년 11월 30일 예정 | 사회민주진보동맹        | 사회당                |

## 같이 보기
- 유럽 연합 집행위원회 위원장
- 유럽 의회 의장
- 유럽 연합 이사회 의장국